# Сармезан
Сармеза́н (фр. Sarremezan, окс. Sarremesan) — коммуна во Франции, находится в регионе Юг — Пиренеи. Департамент — Верхняя Гаронна. Входит в состав кантона Булонь-сюр-Жес. Округ коммуны — Сен-Годенс.
Код INSEE коммуны — 31532.

## География

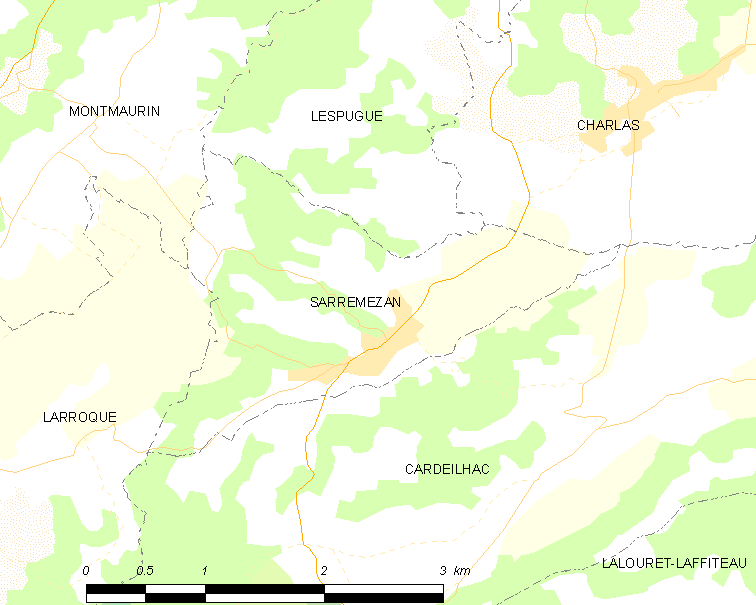
Карта коммуны

Коммуна расположена приблизительно в 650 км к югу от Парижа, в 80 км к юго-западу от Тулузы.
На северо-западе коммуны протекает река Сав.

## Климат
Климат умеренно-океанический. Зима мягкая и снежная, весна характеризуется сильными дождями и грозами, лето сухое и жаркое, осень солнечная. Преобладают сильные юго-восточные и северо-западные ветры.

## Население
Население коммуны на 2010 год составляло 98 человек.
| 1962 | 1968 | 1975 | 1982 | 1990 | 1999 | 2010 |
| ---- | ---- | ---- | ---- | ---- | ---- | ---- |
| 130  | 125  | 120  | 103  | 77   | 69   | 98   |

## Администрация
| Период | Период | Фамилия      | Партия | Примечания |
| ------ | ------ | ------------ | ------ | ---------- |
| 1998   | 2014   | Мартин Фаж   |        |            |
| 2014   | 2020   | Сандрин Марк |        |            |

## Экономика
В 2010 году среди 64 человек трудоспособного возраста (15—64 лет) 49 были экономически активными, 15 — неактивными (показатель активности — 76,6 %, в 1999 году было 80,4 %). Из 49 активных жителей работали 36 человек (22 мужчины и 14 женщин), безработных было 13 (5 мужчин и 8 женщин). Среди 15 неактивных 4 человека были учениками или студентами, 6 — пенсионерами, 5 были неактивными по другим причинам.

## Достопримечательности
- Замок Сармезан (XV век). Исторический памятник с 1955 года[4]